# Dia Europeu de Commemoració de l'Holocaust Gitano
El 2 d'agost és la data fixada com Dia Europeu de Commemoració de l'Holocaust Gitano, segons va decidir el Parlament Europeu el 15 d'abril de 2015 en una votació àmpliament majoritària. La resolució reconeix el fet històric del genocidi dels gitanos que va tenir lloc durant la Segona Guerra Mundial i conclou que s'hauria de dedicar un dia europeu a commemorar a les víctimes del genocidi dels gitanos durant la Segona Guerra Mundial.
De gran importància és el fet que aquesta resolució subratlla també la necessitat de combatre l'antigitanisme en tots els nivells i per tots els mitjans i subratlla que aquest fenomen és especialment persistent, violent, recurrent i una forma comú de racisme.
El terme Porraimos o Porrajmos (pronunciació: /pʰoɽajˈmos/) (en idioma romaní «devastació»), o les paraules Mudarimos, Mudaripen o Samudaripen («genocidi»; depenent dels dialectes) indiquen l'anihilació massiva dels gitanos o poble romaní per part del règim nazi durant la Segona Guerra Mundial.

## 2 d'Agost
El maig de 1944, els nazis van començar a planejar la Solució Final per al campament de famílies gitanes en Auschwitz. La data inicial per a l'aniquilació del campament gitano estava prevista pel 16 de maig de 1944. Els presoners del camp van ser ordenats a romandre a les barraques i envoltats per 60 homes de la SS. Quan les SS van tractar d'obligar els presoners a sortir de les barraques van enfrontar una rebel·lió d'homes, dones i nens gitanos, armats només amb pals, eines i pedres, i finalment les SS van haver de retirar-se. La resistència dels presos gitanos els va donar només uns pocs mesos més de vida.
Els nazis també temien que una insurrecció pogués estendre's a altres parts del campament i van planejar la Solució Final pel 2 d'agost. Per ordre del líder de les SS, Heinrich Himmler, es va imposar la prohibició d'abandonar la caserna en la nit del 2 d'agost en el campament gitano. Malgrat la resistència dels gitanos, 2.897 homes, dones i nens van ser carregats en camions, portats a la cambra de gas V, i exterminats. Els seus cossos van ser cremats en fosses al costat del crematori. Després de l'alliberament del camp de concentració de Auschwitz el 1945, només 4 gitanos van sobreviure.<ref>